# Velîki Kanivți, Ciornobai
Velîki Kanivți (în ucraineană Великі Канівці) este localitatea de reședință a comunei Velîki Kanivți din raionul Ciornobai, regiunea Cerkasî, Ucraina.

## Demografie
Componența lingvistică a localității Velîki Kanivți
     Ucraineană (98,93%)
     Alte limbi (1%)
Conform recensământului din 2001, majoritatea populației localității Velîki Kanivți era vorbitoare de ucraineană (98,93%), existând în minoritate și vorbitori de alte limbi.